# Čeng-čou
Čeng-čou (čínsky pchin-jinem Zhèngzhōu, znaky 郑州) je hlavním městem čínské provincie Che-nan a po Wu-chanu nejlidnatější město ve střední Číně. Čeng-čou je městská prefektura, která slouží jako politické, ekonomické, technologické a vzdělávací centrum provincie. Centrum města leží na jižním břehu Žluté řeky a od roku 2004 patří mezi osm starobylých čínských hlavních měst. K roku 2020 žilo v Čeng-čou na 7,5 tisících km² více než 12,5 milionu obyvatel.
Do prefektury Čeng-čou patří i okres Teng-feng, kde se nachází řada náboženských a vědeckých památek souhrnně zařazená do světového dědictví UNESCO jako Historické památky Teng-fengu.

## Starověké město
V průmyslové části města na východě Čeng-čou, v městském obvodu Kuan-čcheng, se nachází zbytky starověkého města. Jednalo se o jedno z prvních center prvního historicky doloženého čínského státu – dynastie Šang. Většina budov pochází z let 1630 př. n. l. až  1400 př. n. l..

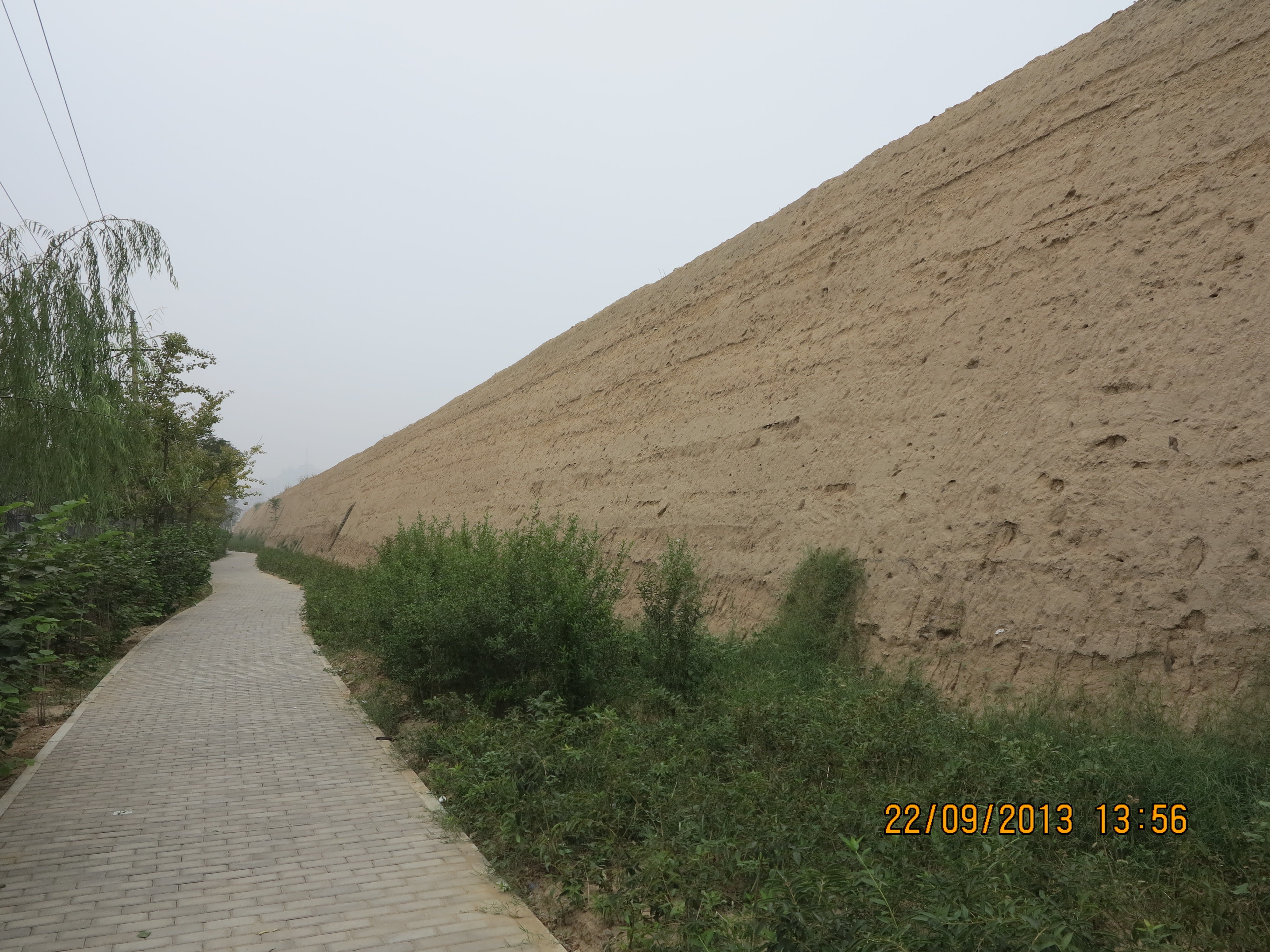
Ruiny městských zdí starověkého města Čeng-čou, jednoho z hlavních sídel dynastie Šang. Město dosahovalo největšího významu v letech 1630 př. n. l. až 1400 př. n. l..

Hradbami ohrazená oblast byla rozsáhlá 1,75 × 1,5 km, celá aglomerace činila 25 km². Počet obyvatel je odhadován na 100 000. Dnešní výzkumy komplikuje skutečnost, že se na ruinách města nachází průmyslová oblast.
V severovýchodní části historického města se nachází palácový okrsek o rozloze 300 000 m², který byl obklopen 5–6 metrů širokým příkopem. V jiných částech města se zpracovával bronz, keramika a kosti. V jihovýchodní části města bylo nalezeno 13 velkých bronzových předmětů. Většinu z nich tvoří nádoby, z nichž největší váží 75 kg.

## Doprava
Čeng-čou je dopravním uzlem ve střední Číně. Jeho hlavním letištěm je mezinárodní letiště Čeng-čou Sin-čeng jižně od města.
Město je železničním uzlem. Od severu k jihu jím prochází železniční trať Peking – Kanton a od východu k západu železniční trať Lien-jün-kang – Lan-čou. Ve stejném směru vedou i vysokorychlostní trať Peking – Hongkong a vysokorychlostní trať Sü-čou – Sin-ťiang.

## Správní členění
Městská prefektura Čeng-čou je rozdělena na dvanáct celků okresní úrovně, a sice šest městských obvodů, pět městských okresů a jeden okres.
| Ťin-šuej Er-čchi Chuej-ťi Kuan-čcheng Čung-jüan Šang-ťie městský okres · Sing-jang městský okres · Sin-čeng městský okres · Teng-feng městský okres · Sin-mi městský okres · Kung-i okres · Čung-mu |            |                       |             |                                         |
| Název | Název      | Počet obyvatel (2020) | Rozloha km² | Hustota zalidnění (obyv. na km²) (2020) |
| český přepis | znaky      | Počet obyvatel (2020) | Rozloha km² | Hustota zalidnění (obyv. na km²) (2020) |
| Městské obvody |            |                       |             |                                         |
| Ťin-šuej | 金水区     | 2 145 588             | 240         | 8 959                                   |
| Er-čchi | 二七区     | 1 061 263             | 160         | 6 645                                   |
| Chuej-ťi | 惠济区     | 555 002               | 223         | 2 492                                   |
| Kuan-čcheng (chuejský) | 管城回族区 | 1 182 000             | 214         | 5 531                                   |
| Čung-jüan | 中原区     | 1 508 868             | 197         | 7 651                                   |
| Šang-ťie | 上街区     | 197 399               | 62          | 3 169                                   |
| Městské okresy |            |                       |             |                                         |
| Sing-jang | 荥阳市     | 730 135               | 942         | 775                                     |
| Sin-čeng | 新郑市     | 1 465 000             | 895         | 1 637                                   |
| Teng-feng | 登封市     | 729 332               | 1 217       | 599                                     |
| Sin-mi | 新密市     | 829 031               | 996         | 829                                     |
| Kung-i | 巩义市     | 785 242               | 1 042       | 754                                     |
| Okres |            |                       |             |                                         |
| Čung-mu | 中牟县     | 1 415 000             | 1 378       | 1 027                                   |
| |            |                       |             |                                         |
| Celkem | Celkem     | 12 600 574            | 7 565       | 1 666                                   |

## Partnerská města
- Campo Grande, Brazílie
- Čindžu, Jižní Korea (2000)
- Gödöllő, Maďarsko
- Irbid, Jordánsko (2002)
- Joinville, Brazílie (2003)
- Kluž, Rumunsko (1995)
- Mariental, Namibie (2001)
- Namur, Belgie
- Richmond, Spojené státy americké (1994)
- Saitama, Japonsko (2001)
- Samara, Rusko (2002)
- Schwerin, Německo (2005)
- Šumen, Bulharsko